# Justice (Illinois)
Justice es una villa ubicada en el condado de Cook en el estado estadounidense de Illinois. En el Censo de 2010 tenía una población de 12926 habitantes y una densidad poblacional de 1.731,1 personas por km².

## Geografía
Justice se encuentra ubicada en las coordenadas 41°45′12″N 87°49′37″O / 41.75333, -87.82694. Según la Oficina del Censo de los Estados Unidos, Justice tiene una superficie total de 7.47 km², de la cual 7.35 km² corresponden a tierra firme y (1.53%) 0.11 km² es agua.

## Demografía
Según el censo de 2010, había 12926 personas residiendo en Justice. La densidad de población era de 1.731,1 hab./km². De los 12926 habitantes, Justice estaba compuesto por el 69.45% blancos, el 22.64% eran afroamericanos, el 0.31% eran amerindios, el 1.78% eran asiáticos, el 0.05% eran isleños del Pacífico, el 3.65% eran de otras razas y el 2.13% pertenecían a dos o más razas. Del total de la población el 12.34% eran hispanos o latinos de cualquier raza.